# Epidendrum leeanum
Epidendrum leeanum là một loài thực vật có hoa trong họ Lan. Loài này được (Rchb. f.) Hágsater mô tả khoa học đầu tiên năm 2008.